# Boueilh-Boueilho-Lasque
Boueilh-Boueilho-Lasque település Franciaországban, Pyrénées-Atlantiques megyében. Lakosainak száma 391 fő (2022. január 1.). Boueilh-Boueilho-Lasque Lauret, Claracq, Coublucq, Garlède-Mondebat, Garlin, Poursiugues-Boucoue és Ribarrouy községekkel határos.

## Népesség
A település népességének változása:
| Lakosok száma | 346  | 337  | 348  | 362  | 375  | 386  | 387  | 391  |
|               | 2013 | 2015 | 2017 | 2018 | 2019 | 2020 | 2021 | 2022 |